# 于登瀛
于登瀛，甘肅省蘭州府皋蘭縣人，清朝政治人物。進士出身。
光緒二年（1876年），參加丙子恩科會試，得貢士第271名。殿試登進士2甲第147名。同年五月（6月3日），著分六部學習。